# Kościół św. Michała Archanioła w Levicach
Kościół św. Michała Archanioła (słow. Kostol svätého Michala archanjela) – rzymskokatolicka świątynia parafialna znajdująca się w słowackim mieście Levice, w kraju nitrzańskim, na terenie diecezji bańskobystrzyckiej.

## Historia
Kościół został wzniesiony w latach 1773-1780, przez rodzinę Esterházów, na miejscu starszej świątyni, zniszczonej podczas pożaru miasta. Budynek ponownie spłonął w 1808 roku, z powodu braku środków na odbudowę wieży w 1831 wzniesiono prowizoryczną, drewnianą dzwonnicę. Obecna, dwuwieżowa fasada, powstała w roku 1902. Podczas I wojny światowej cztery dzwony zarekwirowano na cele wojenne, nowe odlano w 1926. Elewacje wyremontowano w latach 80. XX wieku, a wnętrze w roku 1992. W 2019 roku kościół poddano restauracji.

## Architektura
Świątynia klasycystyczna, jednonawowa, z dwiema wieżami i dwiema zakrystiami. Fasadę wieńczy rzeźba św. Władysława. Iluzoryczny ołtarz główny pochodzi z roku 1793, zdobi go wizerunek św. Michała Archanioła, będący kopią obrazu Guida Reniego. We wnętrzu znajduje się również epitafium upamiętniające rodzinę Esterházów z roku 1786 oraz nagrobek zubożałego szlachcica Sigfrieda Kollonicha.

## Galeria

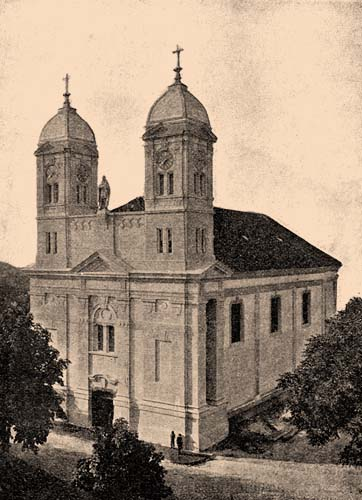
Kościół w roku 1902
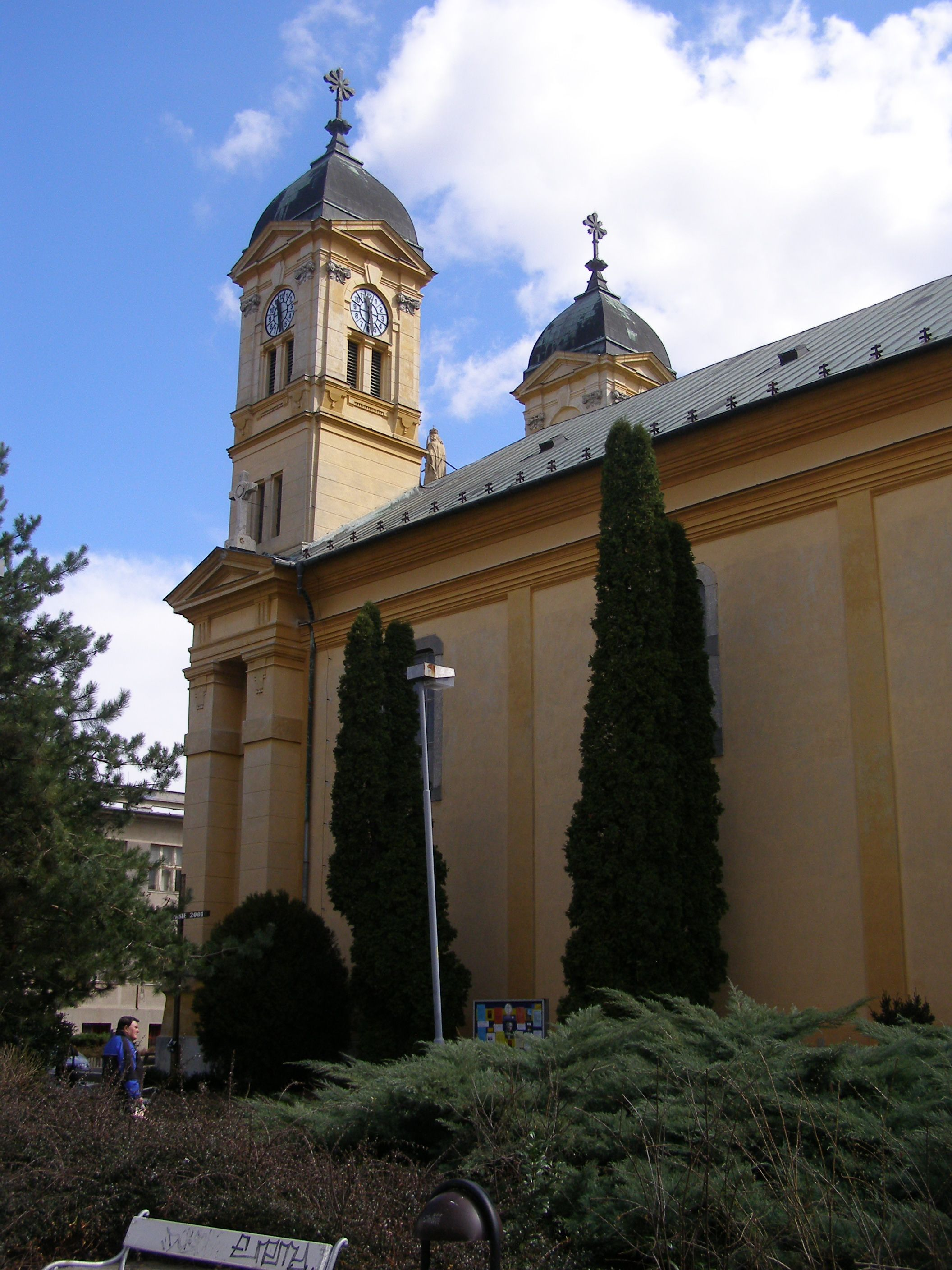
Widok z zachodu
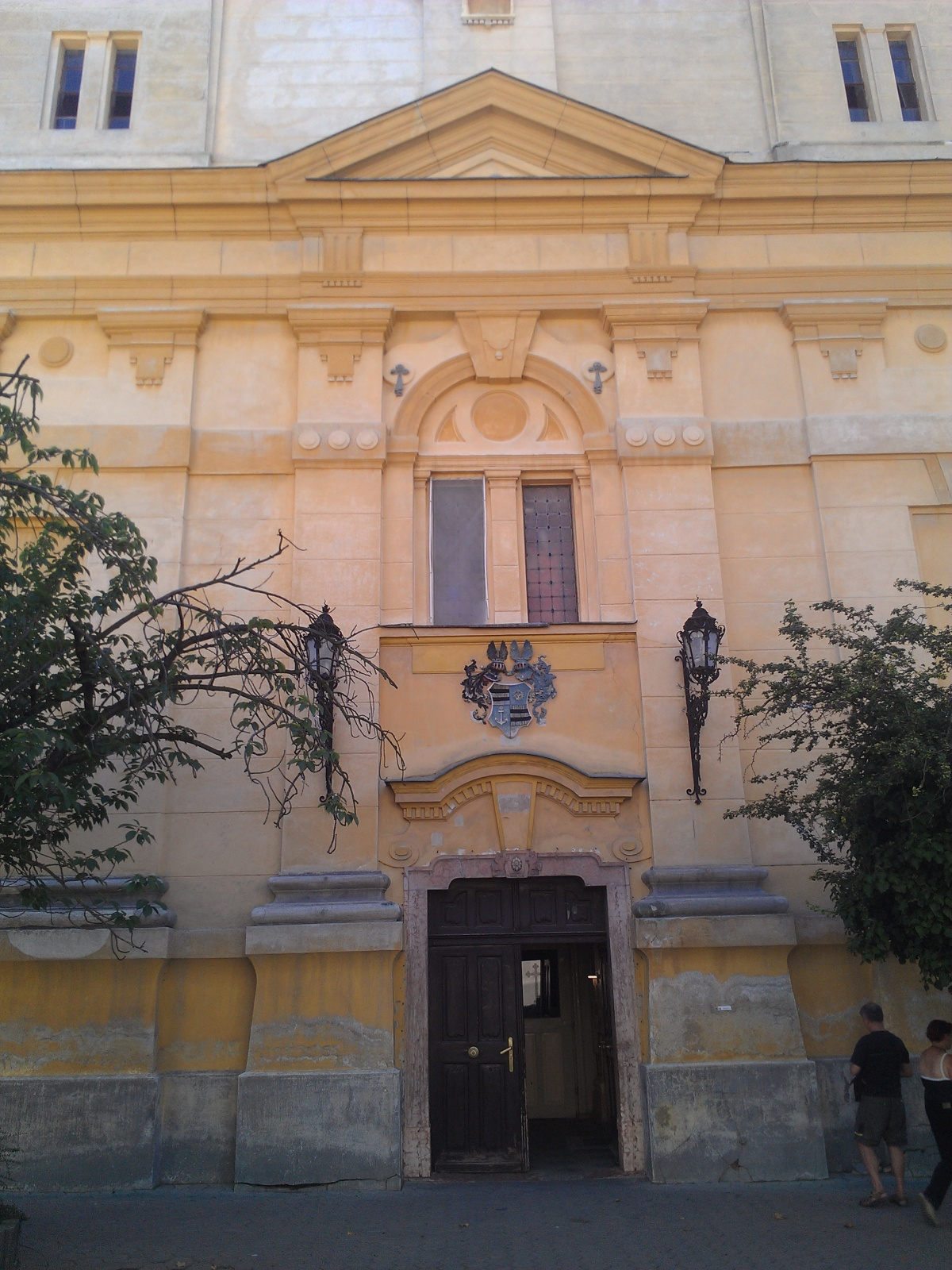
Fasada
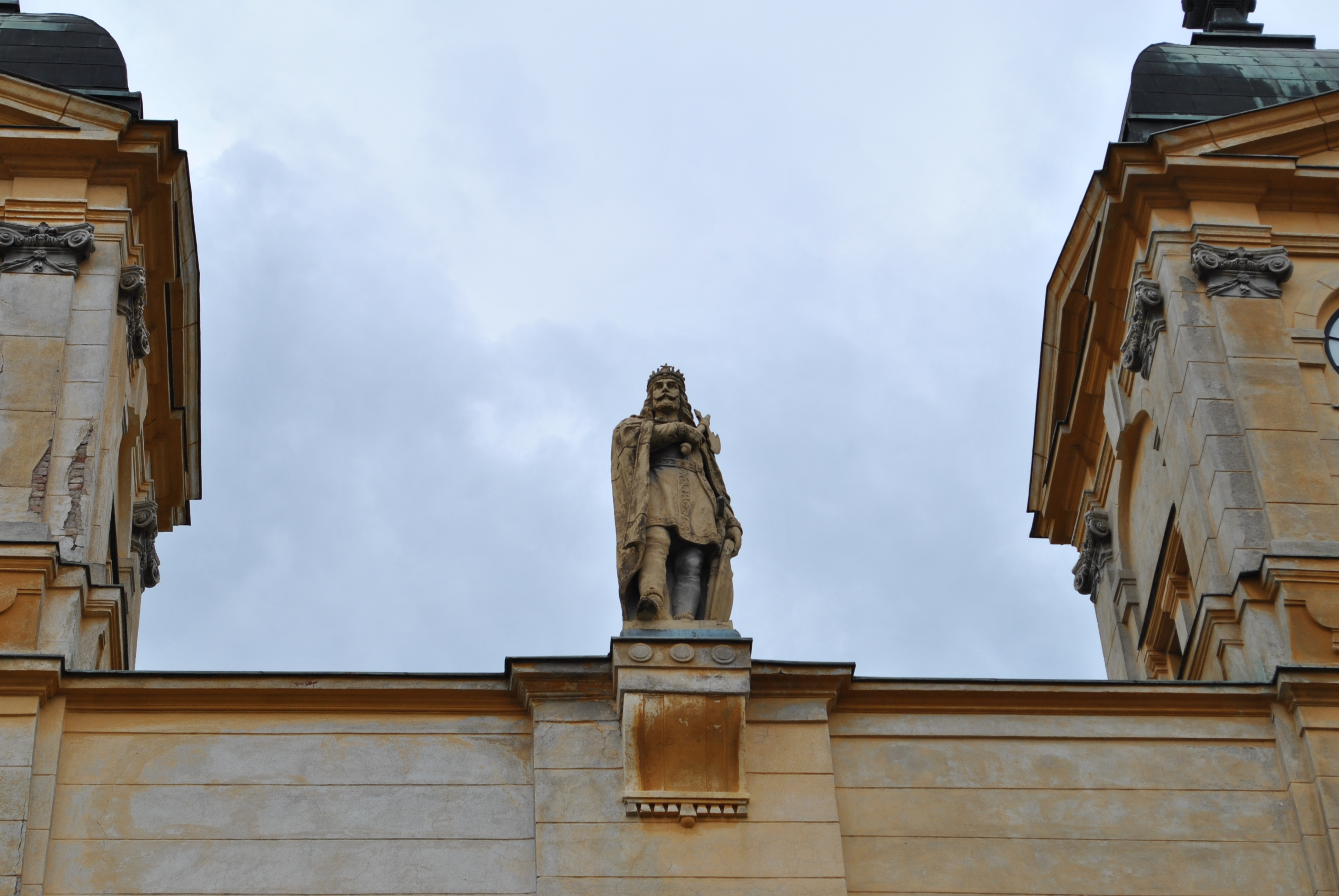
Figura św. Władysława
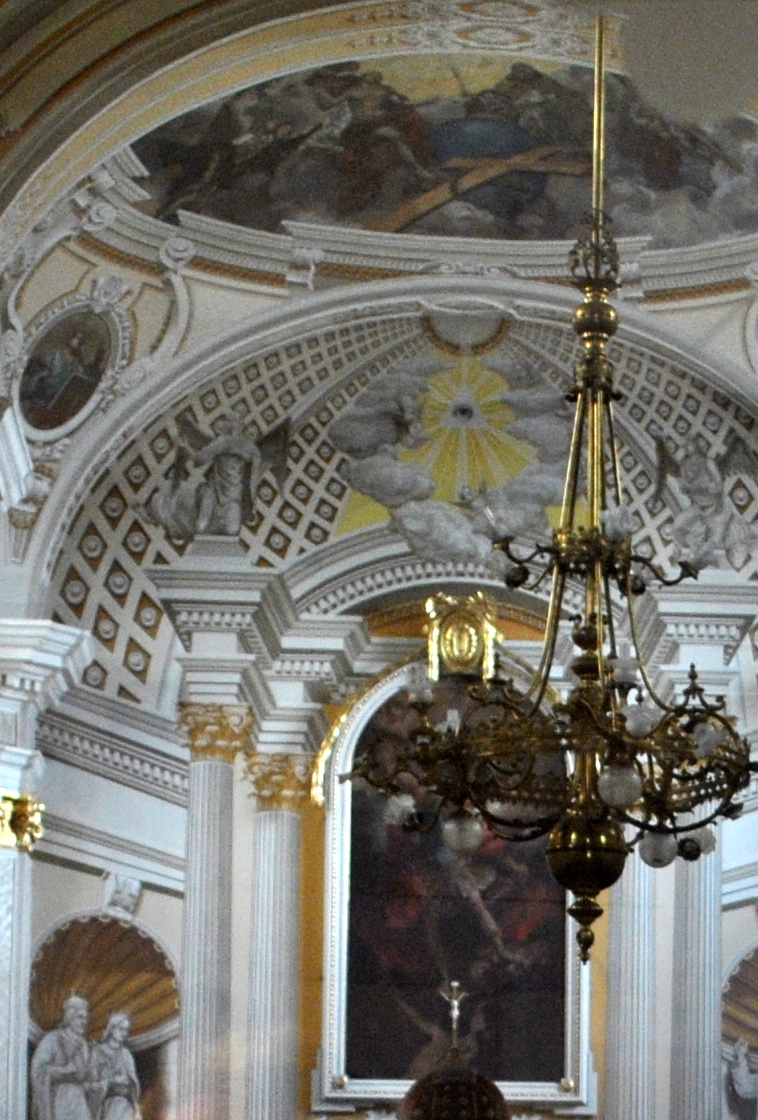
Wnętrze